# Kerkweg (Giethoorn)
De Kerkweg (niet te verwarren met de Oude Kerkweg) is een straat in het Nederlandse dorp Giethoorn. De straat loopt van de Beulakerweg tot aan het Binnenpad. Zijstraten zijn onder andere De Deukten en De Bramen. De vrij lange straat dankt zijn naam aan de Noordervermaning, een voormalige doopsgezinde kerk die in 1871 werd gesloopt toen de nieuwe Zuidervermaning werd gebouwd aan het Binnenpad. Langs een groot gedeelte van de Kerkweg stroomt water parallel aan de straat, aan de andere zijde van de straat bevinden zich weilanden.
Aan de kronkelige Kerkweg staat een gevarieerde bebouwing zoals boerderijen, campings en een molenromp. Kenmerkend voor de weg zijn de boogbruggetjes, die ook in de rest van Giethoorn veel voorkomen.

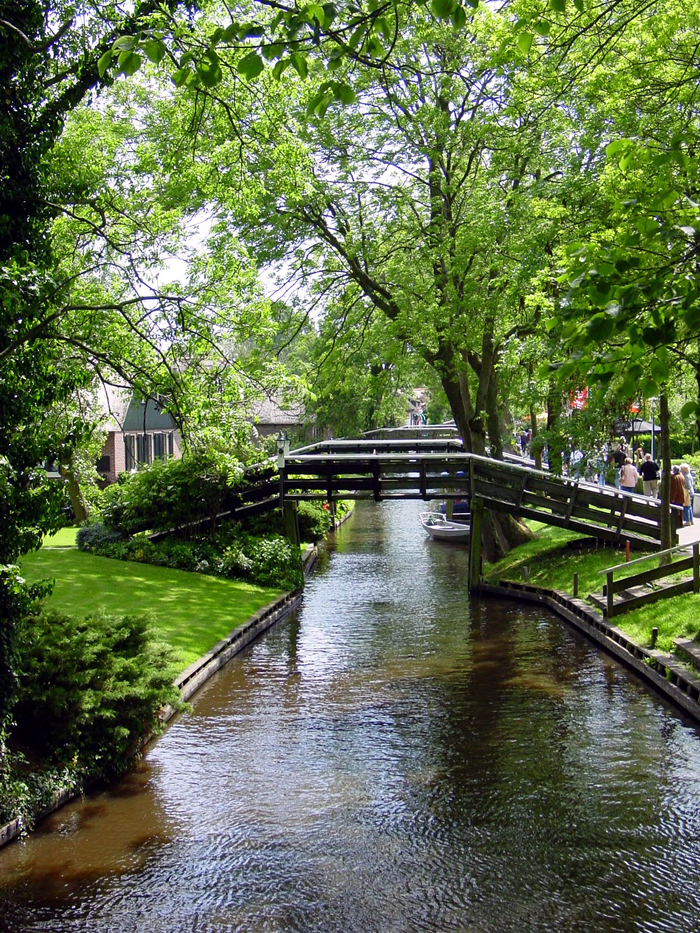
Boogbrug in Giethoorn
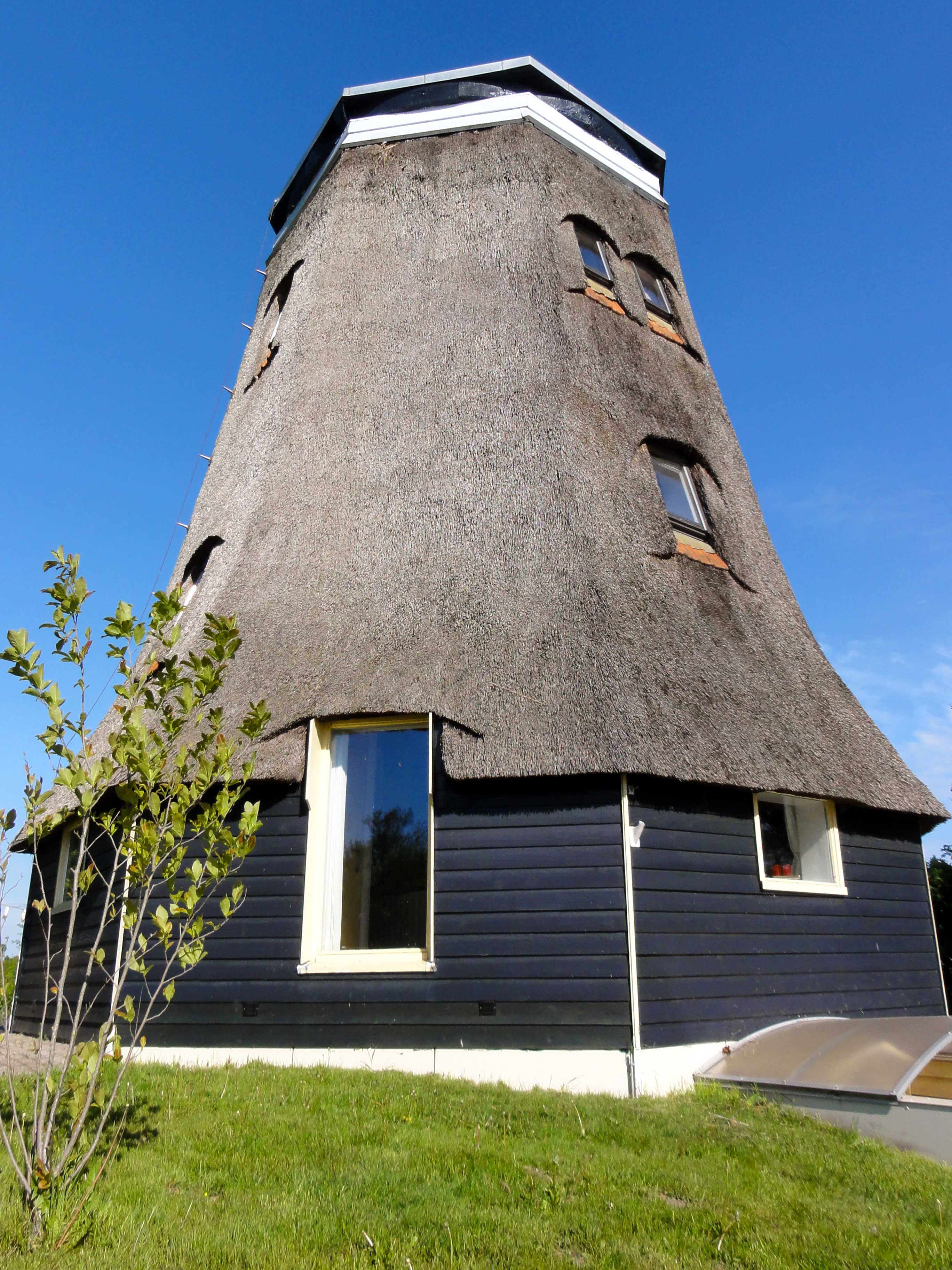
Romp korenmolen (rijksmonument)